# Gare de Senozan
La gare de Senozan est une gare ferroviaire française de la ligne de Paris-Lyon à Marseille-Saint-Charles, située sur le territoire de la commune de Senozan, dans le département de Saône-et-Loire, en région Bourgogne-Franche-Comté.
Elle est mise en service en 1854, par la Compagnie du chemin de fer de Paris à Lyon (PL).
C'est une halte voyageurs de la Société nationale des chemins de fer français (SNCF), du réseau TER Bourgogne-Franche-Comté, desservie par des trains express régionaux.

## Situation ferroviaire
Établie à 185 mètres d'altitude, la gare de Senozan est située au point kilométrique (PK) 429,173 de la ligne de Paris-Lyon à Marseille-Saint-Charles, entre les gares de Fleurville - Pont-de-Vaux et de Mâcon-Ville.

## Histoire
La « station de Sénozan » est mise en service le 10 juillet 1854 par la Compagnie du chemin de fer de Paris à Lyon (PL), lorsqu'elle ouvre à l'exploitation la section de Chalon (Saint-Côme) à Lyon (Vaise) de sa ligne de Paris à Lyon.

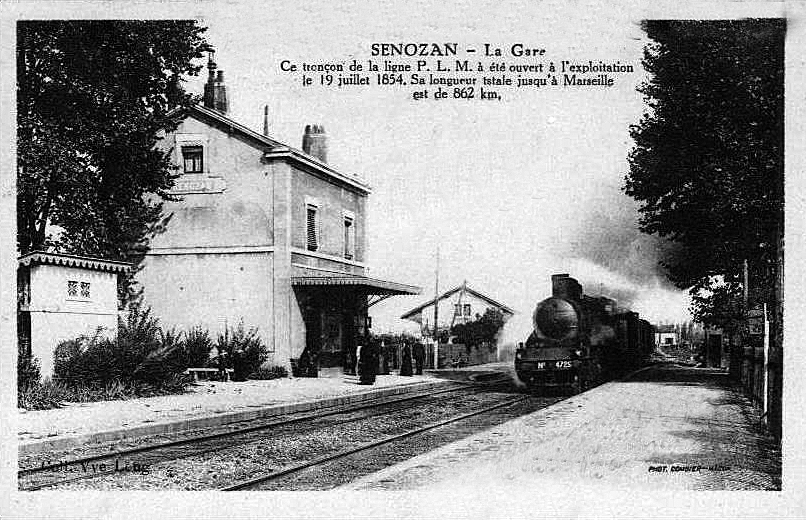
La gare dans la première moitié du XXe siècle.

Comme toutes les gares intermédiaires d'origine de la ligne, elle comporte un bâtiment voyageurs dû à l'architecte de la Compagnie PL Alexis Cendrier.
En 1865 il est prévu d'y construire un hangar pour abriter les marchandises qui sont actuellement exposées aux intempéries.
Après quelques plaintes, provenant des clients du service marchandises, les quais couverts et découverts sont agrandis et remplacés en 1883.
La gare de Sénozan figure dans la nomenclature 1911 des gares, stations et haltes, de la Compagnie des chemins de fer de Paris à Lyon et à la Méditerranée (PLM). Elle porte le no 9 de la ligne de Paris à Marseille et à Vintimille (4e Section). C'est une gare ouverte partiellement au service Grande Vitesse (GV) et Petite Vitesse (PV).
En 1914, les travaux d'établissement d'une voie de service paire sont terminés.
En 1922, l'aménagement du bâtiment est modifié et un « bureau restant » est créé.

## Service des voyageurs

### Accueil
Halte SNCF, c'est un point d'arrêt non géré (PANG) à accès libre. Elle dispose d'un automate pour l'achat de titres de transport.

### Desserte
Senozan est une halte voyageurs du réseau TER Bourgogne-Franche-Comté, desservie par des trains express régionaux de la relation : Chalon-sur-Saône - Mâcon-Ville.

### Intermodalité
Le stationnement des véhicules est possible à proximité de l'ancien bâtiment voyageurs.

## Patrimoine ferroviaire
L'ancien bâtiment voyageurs et l'ancienne halle à marchandises sont toujours présents, bien qu'inutilisés par le service ferroviaire.